# Mała Meczetnia
Mała Meczetnia (ukr. Мала Мечетня) – wieś na Ukrainie, w obwodzie mikołajowskim, w rejonie perwomajskim. W 2001 roku liczyła 760 mieszkańców.